# The Weeknds diskografi
Denne artikel omhandler den canadiske artist The Weeknd diskografi 
Studie albums
- Hurry Up Tomorrow, 2025
- Dawn FM, 2022
- After Hours, 2020
- Starboy, 2016
- Beauty Behind the Madness, 2015
- Kiss Land, 2013

EPs
My Dear Melancholy,, 2018 
mixtapes
Echoes of silence, 2011 
Thursday, 2011 
House of Balloons, 2011 
Samlinger  
- The highlights, 2021
- The Weeknd in Japan, 2018
- Trilogy, 2012